# Kostel Nejsvětější Trojice (Chrast)
Děkanský kostel Nejsvětější Trojice v Chrasti u Chrudimi byl postaven v letech 1710–1717 jako náhrada za starší stavbu zničenou požárem z 15. srpna 1709. Stavebníky kostela byli královéhradečtí biskupové Tobiáš Jan Becker a Jan Adam Vratislav z Mitrovic. Účast významného barokního architekta Jana Blažeje Santiniho není doložena, předpokládá se však na základě slohového rozboru stavby a Santiniho činnosti pro královéhradecké biskupství. Kostel je chráněn jako kulturní památka České republiky.

## Historie
Chrastecké panství se dostalo do držení královéhradeckého biskupství záhy po jeho ustanovení v roce 1664. Tehdy jej odkoupilo od jeho poslední majitelky, Anny Eusebie z Harrachu. Vzhledem k tomu, že až do počátku 18. století neměli biskupové v samotném Hradci Králové dostatečně reprezentativní rezidenci, zdržovali se v Chrasti jako ve svém letním sídle poměrně často a postupně upravovali a rozšiřovali zdejší renesanční zámek. Původní děkanský kostel Nejsvětější Trojice, stávající západně od průčelí kostela nynějšího, nechal kolem roku 1685 nákladně opravit biskup Jan Kryštof Talemberk, fundátor kostela sv. Markéty v nedalekých Podlažicích. Ovšem už v roce 1709 kostel poničil rozsáhlý požár. Výstavba nové budovy kostela byla započata v roce 1710 ještě za života biskupa Jana Tobiáše Beckera, jenž sám mu položil základní kámen dne 12. dubna. Kostel byl navržen neznámým autorem v poměrně konzervativní podobě jako rozlehlé bazilikální trojlodí s emporami a se západním dvojvěžím. Jan Blažej Santini-Aichel byl ke stavbě přizván patrně až těsně před jejím dokončením (1717), tedy v době, kdy v Hradci Králové pracoval pro biskupa Jana Adama Vratislava z Mitrovic. Santini tak mohl ovlivnit už pouze vnější podobu závěru kostela, která svou kvalitou a invencí odpovídá Santiniho osobité tvorbě. Santini totiž závěru vtiskl charakter gotických katedrálních závěrů s ochozy a věnci kaplí. Chrastecké panství zůstalo v držení královéhradeckých biskupů až do roku 1948, kdy jim stát majetek zabral. Znovu jej diecéze získala po Sametové revoluci.

## Popis stavby
Jihovýchodně orientovaný kostel se nachází na prostranném náměstí v bezprostřední blízkosti biskupské rezidence. Jedná se o rozlehlou trojlodní baziliku (převýšená střední loď s okny) s trojbokým závěrem s ochozem, do nějž byly zabudovány kaple a sakristie. Dvojvěžové západní průčelí předstupuje ve střední části mělký rizalit, členěný vysokými toskánskými pilastry, završený trojúhelným štítem. Závěr samotného kněžiště je trojboký, s konkávně proláklými poli, pročleněnými velkými slepými okny, rámovanými redukovanými pilastry, odsazenými od nároží a vynášejícími strmě profilovanou římsu. Valenou klenbu s lunetovými výsečemi v hlavní lodi vynáší čtveřice klenebních pasů, které vybíhají z pilastrů toskánského řádu. Varhanní kruchta při západní stěně má konvexně vypnutý parapet a je podklenuta křížovou hřebínkovou klenbou. Stejné zaklenutí mají i obě boční lodi. Interiér po obvodu obíhá výrazně plasticky profilovaná průběžná římsa, jež je mimo jiné charakteristická pro Santiniho interiéry (srov. Kostel navštívení Panny Marie v Obyčtově).

## Nápodoba Šalamounova chrámu
Martin Pavlíček ve své stati „Šalamounův chrám v české barokní architektuře“ upozornil na fenomén „rekonstrukcí“ této archetypální sakrální stavby, a to s důrazem na východočeský region. Ambiciózní stavební aktivity královéhradeckých biskupů, zejména Talemberka a Beckera, reprezentovaly církev vítěznou a byly tedy úzce spjaty s protireformačním úsilím 17. století. Šalomounův chrám biskupové vnímali jako výrazně triumfální symbol a proto toužili vtisknout jeho podobu svým stavebním podnikům. Typologicky se tak se samotným králem Šalamounem jako stavebníkem ztotožnili.
Chrastecký chrám, který Pavlíček hodnotí jako výtvarně nejoriginálnější z celé skupiny podobně motivovaných staveb, spočívá na půdorysu odvozeném od kostela sv. Markéty v Podlažicích. Jak již bylo zmíněno, neznámý projektant se držel stylově archaického bazilikálního trojlodí s mohutným západním dvojvěžím a s pravoúhlým presbytářem s ochozem. Po nástupu Jana Adama Vratislawa z Mitrovic na biskupský stolec je ke stavbě přizván Jan Blažej Santini-Aichel, aby stavbu modernizoval, přesto ale zachoval její ideový koncept. Santini navrhuje nový presbytář, jehož formou dodržuje pro Šalamounův chrám typický chór s ochozem. Jeho pravoúhlou formu však pozměnil konkávními křivkami, které stavbu ozvláštňují, dynamizují a dodávají jí vrcholně barokní ráz. Starozákonnímu popisu Šalamounova chrámu se Santini navíc přiblížil projektem dvojpodlažního ochozu, který navazuje na západní empory v trojlodí. Kostel v Chrasti tedy dodržuje řadu prvků, jimiž na ideální sakrální stavbu navazuje.